# Мезокко
Мезокко (італ. Mesocco) — громада  в Швейцарії в кантоні Граубюнден, регіон Моеза.

## Географія
Громада розташована на відстані близько 150 км на південний схід від Берна, 60 км на південний захід від Кура.
Мезокко має площу 164,8 км², з яких на 1,4% дозволяється будівництво (житлове та будівництво доріг), 18,6% використовуються в сільськогосподарських цілях, 21,8% зайнято лісами, 58,2% не є продуктивними (річки, льодовики або гори).

## Демографія
2019 року в громаді мешкало 1344 особи (+9,7% порівняно з 2010 роком), іноземців було 21,2%. Густота населення становила 8 осіб/км².
За віковим діапазоном населення розподілялося таким чином: 14,5% — особи молодші 20 років, 60,1% — особи у віці 20—64 років, 25,4% — особи у віці 65 років та старші. Було 639 помешкань (у середньому 2 особи в помешканні).
Із загальної кількості 615 працюючих 45 було зайнятих в первинному секторі, 159 — в обробній промисловості, 411 — в галузі послуг.